# 里巴尼亚克
里巴尼亚克（法語：Ribagnac，法語發音：[ʁibaɲak]）是法国多尔多涅省的一个市镇，属于贝尔热拉克区。

## 地理
里巴尼亚克（44°45'57"N, 0°29'54"E）面积11.81 平方千米，位于法国新阿基坦大区多爾多涅省，该省份为法国西南部内陆省份，是法國本土面积第三大的省，大致对应佩里戈尔地区，北起顺时针与夏朗德省、上维埃纳省、科雷兹省、洛特省、洛特-加龙省、吉倫特省和滨海夏朗德省接壤。
与里巴尼亚克接壤的市镇（或旧市镇、城区）包括：蒙巴济亚克、鲁菲尼亚克-德锡古莱斯、桑格莱拉克、萨迪亚克、布尼亚格、科隆比耶、圣佩尔杜。

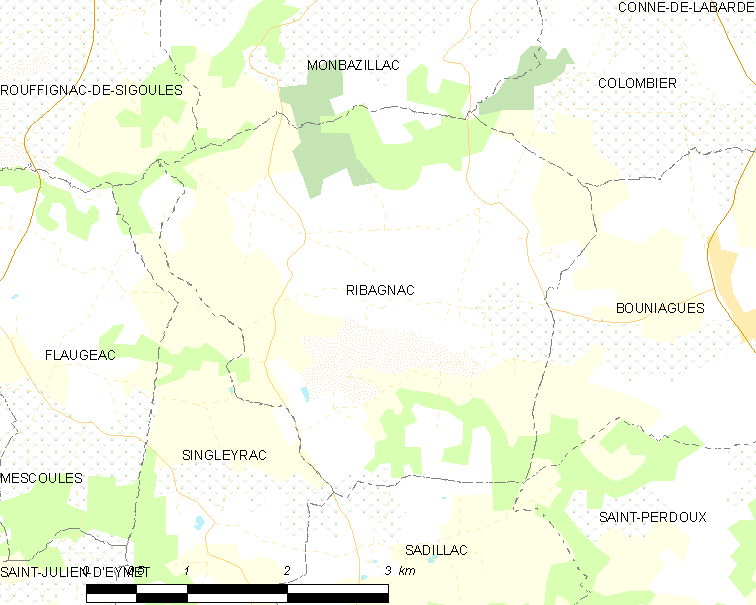
里巴尼亚克的OSM定位图

里巴尼亚克的时区为UTC+01:00、UTC+02:00（夏令时）。

## 行政
里巴尼亚克的邮政编码为24240，INSEE市镇编码为24351。

## 政治
里巴尼亚克所属的省级选区为南贝尔热拉库瓦县。

## 人口

1962-2008年间里巴尼亚克人口变化图示

里巴尼亚克于2022年1月1日时的人口数量为334人。